# Jean-Yves Zebango
Pas d'image ? Cliquez ici

a Compétitions nationales et continentales officielles uniquement.

b Matchs officiels uniquement.
Dernière mise à jour le 15 août 2022.
Jean-Yves Zebango, né le 3 mai 1992 au Burkina Faso, est un joueur français de rugby à XV évoluant au poste d'ailier avec le Soyaux Angoulême XV Charente.

## Biographie
Jean-Yves Zebango arrive en France à l'âge de douze ans et découvre le rugby un an plus tard du côté de Hyères. Après un passage de deux saisons au Rugby Club valettois revestois, il rejoint le centre de formation du RC Toulon en 2010. Il se fait remarquer et en 2011, il participe aux entraînements avec le groupe professionnel.
En 2013, il s'engage en Fédérale 1 avec Provence Rugby pour deux saisons mais il joue peu. Mais cela lui permet de découvrir d'autres codes du rugby, à 10 et à 7.
À la fin de son contrat, en 2015, il s'engage avec le SA Mauléon, toujours en Fédérale 1, pour une saison, à la suite d'une proposition de Yannick Vignette, alors entraîneur du club béarnais. Il quitte le club en cours de saison et rejoint le championnat espagnol avec l'équipe d'El Salvador Rugby avec qui il finit la saison 2015-2016 et prolonge d'une saison supplémentaire. 
À l'été 2017, il s'engage en Pro D2 avec l'USON Nevers. En quatre saisons, il ne joue que 27 matches et inscrit 6 essais.
Après un retour rapide en Espagne en septembre 2021 avec Castilla y León Iberians où il ne joue qu'un match, avant, en octobre 2021, de rejoindre Soyaux Angoulême XV Charente en Nationale,.

## Palmarès
- 2015 : vainqueur du championnat de France de Fédérale 1 avec Provence rugby
- 2017 : finaliste du championnat espagnol avec El Salvador Rugby